# Myiophobus pulcher
Myiophobus pulcher é uma espécie de ave da família Tyrannidae.
Pode ser encontrada nos seguintes países: Bolívia, Colômbia, Equador e Peru.
Os seus habitats naturais são: regiões subtropicais ou tropicais húmidas de alta altitude.